# 亨利·德·朔姆贝格

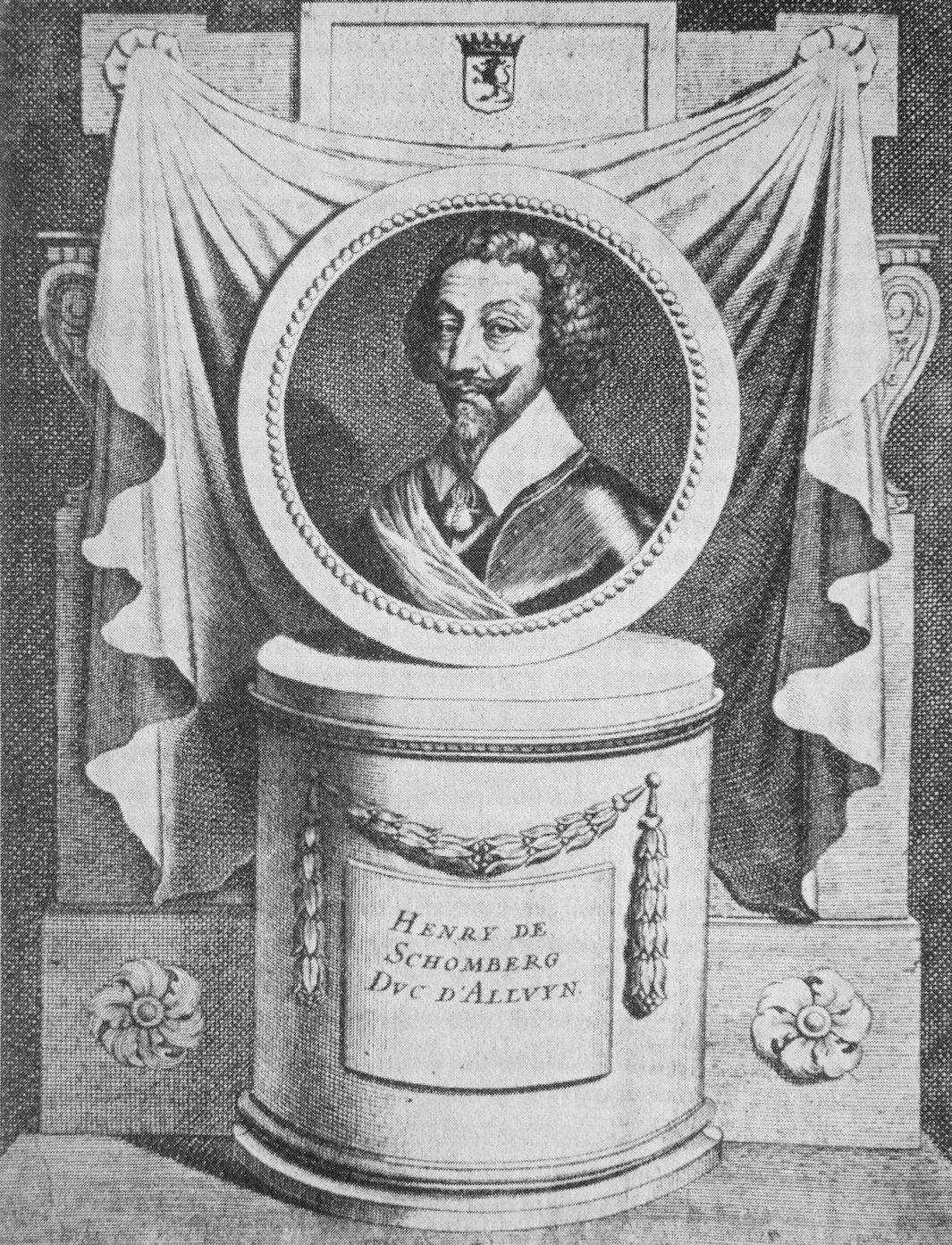
亨利·德·朔姆贝格(1575-1632).

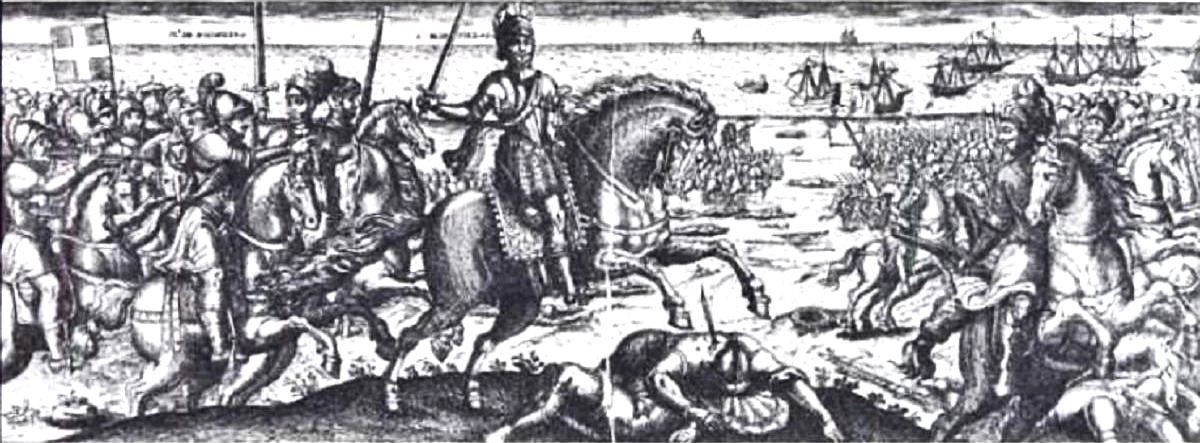
1627年朔姆贝格元帅和让·德·圣博内·德·图瓦拉斯击败白金汉公爵率领的英国军队.

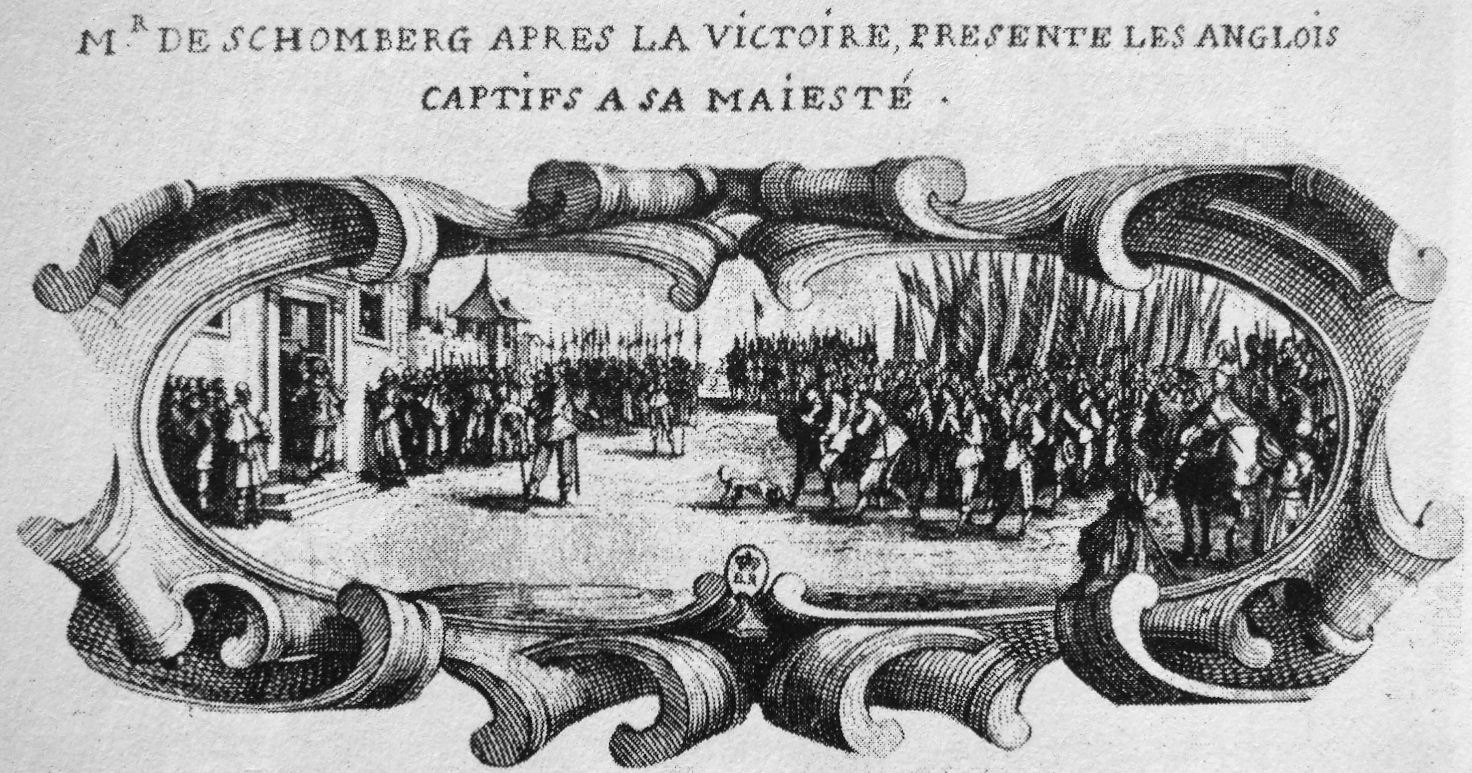
朔姆贝格向国王展示英军俘虏.

亨利·德·朔姆贝格，南特伊伯爵（法語：Henri de Schomberg, Comte de Nanteuil；1575年—1632年），路易十三时期的法国元帅。

## 生平
朔姆贝格生于巴黎，1619年-1622年担任财政总监（Superintendent of Finances）。1625年被授予法国元帅。
1628年朔姆贝格率领6000人的军队和一些骑兵在聖馬丹德雷圍城戰中救出图瓦拉斯，追击追求撤退的白金汉公爵所率的英国军队，造成英军极大损失。在胡格诺战争中，指挥军队镇压胡格诺派教徒叛乱，参加普里瓦包围战（Siege of Privas）。
1632年9月1日，他在卡斯泰尔诺达里战役中击败了反叛的亨利二世·德·蒙莫朗西元帅，并将他俘虏。

## 家庭
他的一个女儿让娜·阿芒德·德·朔姆贝格（Jeanne Armande de Schomberg）嫁给了盖梅内亲王夏尔二世。